# Saint-Hilaire-la-Croix
Saint-Hilaire-la-Croix – miejscowość i gmina we Francji, w regionie Owernia-Rodan-Alpy, w departamencie Puy-de-Dôme.
Według danych na rok 1990 gminę zamieszkiwało 241 osób, a gęstość zaludnienia wynosiła 15 osób/km² (wśród 1310 gmin Owernii Saint-Hilaire-la-Croix plasuje się na 610. miejscu pod względem liczby ludności, natomiast pod względem powierzchni na miejscu 595.).